# 刘纲 (工程专家)
刘纲，重庆大学土木工程学院教授，研究方向为结构健康监测等。曾获得中国教育部科技进步奖等奖项，主持参与国家“863”等多个重点项目。

## 生平
1999年取得重庆建筑大学学士学位，2010年取得重庆大学工学博士学位，2012至2013年在加州大学圣地亚哥分校结构工程系担任访问学者。

## 学术兼职
中国力学学会会员、中国振动工程学会结构抗振控制与健康监测青年委员会委员、中国仪器仪表协会设备结构健康监测与预警分会会员